# Cosmetidae
Famille
Les Cosmetidae sont une famille d'opilions laniatores. On connaît près de 750 espèces dans 122 genres.

## Distribution
Les espèces de cette famille se rencontrent en Amérique.

## Liste des genres
Selon World Catalogue of Opiliones (01/08/2021) :
- Cosmetinae Koch, 1839
  - Acantholibitia Mello-Leitão, 1928
  - Acritas Sørensen, 1932
  - Ambatoiella Mello-Leitão, 1943
  - Anduzeia González-Sponga, 1992
  - Arucillus Šilhavý, 1971
  - Bokwina Goodnight & Goodnight, 1947
  - Boneta Goodnight & Goodnight, 1944
  - Calicynorta Goodnight & Goodnight, 1943
  - Caracarana Roewer, 1956
  - Caurimare González-Sponga, 1992
  - Chinchipea Roewer, 1952
  - Chirinosbius Roewer, 1952
  - Chusgonobius Roewer, 1952
  - Cocholla Roewer, 1928
  - Colima Goodnight & Goodnight, 1945
  - Corosalia González-Sponga, 1998
  - Cosmetus Perty, 1833
  - Cumbalia Roewer, 1963
  - Cynorta Koch, 1839
  - Cynortellana Roewer, 1923
  - Cynortellina Roewer, 1915
  - Cynortellula Roewer, 1925
  - Cynortesta Roewer, 1947
  - Cynortetta Roewer, 1947
  - Cynortoides Roewer, 1912
  - Cynortoperna Roewer, 1947
  - Cynortoplus Roewer, 1925
  - Cynortopyga Roewer, 1947
  - Cynortosoma Roewer, 1947
  - Cynortula Roewer, 1912
  - Denticynorta Roewer, 1947
  - Elleriana Kury, 2003
  - Erginiperna Roewer, 1947
  - Erginoides Pickard-Cambridge, 1904
  - Erginulus Roewer, 1912
  - Eucynorta Roewer, 1912
  - Eucynortella Roewer, 1912
  - Eucynortoides Roewer, 1912
  - Eucynortula Roewer, 1912
  - Eugnidia Roewer, 1947
  - Eulibitia Roewer, 1912
  - Eupoecilaema Roewer, 1917
  - Ferkeria Roewer, 1947
  - Flirtea Koch, 1839
  - Frizellia Mello-Leitão, 1941
  - Gnidia Koch, 1839
  - Guaricia González-Sponga, 1992
  - Guatopia González-Sponga, 1992
  - Gueroma Goodnight & Goodnight, 1942
  - Heterovonones Roewer, 1912
  - Holovonones Roewer, 1912
  - Kevonones Chamberlin, 1925
  - Libitia Simon, 1879
  - Libitiosoma Roewer, 1947
  - Litoralia González-Sponga, 1992
  - Maniapure González-Sponga, 1992
  - Metacynorta Pickard-Cambridge, 1904
  - Metacynortoides Roewer, 1912
  - Metalibitia Roewer, 1912
  - Metavonones Pickard-Cambridge, 1904
  - Metavononoides Roewer, 1928
  - Meterginoides Roewer, 1912
  - Meterginulus Roewer, 1912
  - Meterginus Pickard-Cambridge, 1905
  - Michella Goodnight & Goodnight, 1942
  - Moselabius Roewer, 1956
  - Namballeus Roewer, 1952
  - Neocynorta Roewer, 1915
  - Oligovonones Caporiacco, 1951
  - Opisthopristis Roewer, 1952
  - Ornotus Goodnight & Goodnight, 1942
  - Paecilaema Koch, 1839
  - Paecilaemana Roewer, 1928
  - Paecilaemella Roewer, 1925
  - Palpinus Pickard-Cambridge, 1905
  - Paracynorta Goodnight & Goodnight, 1942
  - Pararhauculus Roewer, 1933
  - Paravonones Pickard-Cambridge, 1904
  - Pebasia Roewer, 1947
  - Pelechucia Roewer, 1947
  - Peruana Özdikmen, 2008
  - Platycynorta Mello-Leitão, 1933
  - Platygyndes Roewer, 1943
  - Poala Goodnight & Goodnight, 1942
  - Poecilaemula Roewer, 1912
  - Portachuelo González-Sponga, 2002
  - Prasiana Strand, 1942
  - Proerginus Roewer, 1917
  - Prosontes Goodnight & Goodnight, 1945
  - Puerilia González-Sponga, 1992
  - Pygocynorta Roewer, 1925
  - Reimoserius Roewer, 1947
  - Rhaucoides Roewer, 1912
  - Rhauculanus Roewer, 1928
  - Rhauculus Roewer, 1928
  - Rhaucus Simon, 1879
  - Soaresella Goodnight & Goodnight, 1947
  - Socotabius Roewer, 1957
  - Spongaobaria Özdikmen, 2008
  - Syncynorta Roewer, 1947
  - Taito Kury & Barros, 2014
  - Tajumulcia Goodnight & Goodnight, 1947
  - Tobotanus Roewer, 1957
  - Trinimontius Šilhavý, 1970
  - Vononana Roewer, 1928
  - Vononella Roewer, 1925
  - Vonones Simon, 1879
  - Vononesta Roewer, 1947
  - Vononissus Roewer, 1956
  - Vononoides Roewer, 1912
  - Vononula Roewer, 1947
  - Zaraxolia Strand, 1942
- Discosomaticinae Roewer, 1923
  - Bodunius Mello-Leitão, 1935
  - Discosomaticus Roewer, 1923
  - Fortalezius Roewer, 1947
  - Gryne Simon, 1879
  - Metagryne Roewer, 1912
  - Paragryne Roewer, 1912
  - Paraprotus Roewer, 1912
  - Protus Simon, 1879
  - Roquettea Mello-Leitão, 1931
  - Sibambea Roewer, 1917

## Publication originale
- C. L. Koch, 1839 : Übersicht des Arachnidensystems. Nürnberg, Heft 2, p. 1-38 (texte intégral).